# جانين دي جيوفاني
جانين دي جيوفاني (بالإنجليزية: Janine di Giovanni)‏ هي صحفية ومراسلة عسكرية أمريكية، ولدت في 1961 في نيوجيرسي في الولايات المتحدة.

## وصلات خارجية
- الموقع الرسمي
- جانين دي جيوفاني على موقع IMDb (الإنجليزية)